# 哈里·博伊考夫
哈里·J·博伊考夫（英語：Harry J. Boykoff，1922年7月24日—2001年2月20日），美国NBA联盟前职业篮球运动员。